# Vasilij Konstantinovič Bljuher
Vasilij Konstantinovič Bljuher (rusko Василий Константинович Блюхер), maršal Sovjetske zveze, * 19. november ali 1. december 1890 (drugi viri: 1889), † 9. november 1938.
Bljuher je bil član RKP(b) od 1916 in kandidat za člana CK VKP(b) od 1934.
Septembra 1918 je postal prvi v ZSSR, ki je bil odlikovan z redom rdeče zastave (skupaj je prejel 6 teh odlikovanj). Uspešno je sodeloval v ruski državljanski vojni. Med 1921 in 1922 je bil poveljnik, vojni minister in predsednik vojaškega sveta daljnovzhodne republike. Med 1924 in 1927 je bil glavni vojaški svetovalec revolucionarne kitajske vlade. 1927 je postal pomočnik poveljnika ukrajinskega vojaškega okrožja. Bil je žrtev Stalinovih čistk.